# Mistrzostwa Oceanii w Rugby 7 Mężczyzn 2022
Mistrzostwa Oceanii w Rugby 7 Mężczyzn 2022 – czternaste mistrzostwa Oceanii w rugby 7 mężczyzn, oficjalne międzynarodowe zawody rugby 7 o randze mistrzostw kontynentu organizowane przez Oceania Rugby mające na celu wyłonienie najlepszej męskiej reprezentacji narodowej w tej dyscyplinie sportu w Oceanii. Odbyły się wraz z turniejem żeńskim w dniach 24–26 czerwca 2022 roku w nowozelandzkim mieście Pukekohe.

## Championship

### Informacje ogólne
Na początku czerwca 2022 roku ogłoszono, że zawody – będące również ostatnim sprawdzianem przed turniejem rugby 7 na Igrzyskach Wspólnoty Narodów 2022 oraz Pucharem Świata 2022 – zostaną rozegrane w Pukekohe pod koniec tegoż miesiąca. Turniej został zaplanowany do rozegrania w sześciozespołowej obsadzie – prócz pięciu reprezentacji narodowych miała zagrać także zaproszeniowa drużyna – jednak ze względu na problemy wizowe i transportowe wycofała się Papua-Nowa Gwinea, zatem zawody rozegrano z udziałem czterech zespołów. Drużyny rywalizowały systemem ligowym w ramach jednej grupy w ciągu trzech meczowych dni.
Wygrywając pięć z sześciu spotkań w mistrzostwach triumfowali Nowozelandczycy.
Jednodniowe wejściówki kosztowały 20, a trzydniowe 50 NZD, ulgowe odpowiednio 10 i 20 NZD, turniej zaś był transmitowany w Stan oraz Digicel.

### Mecze
| 24 czerwca 202211:00 | Nowa Zelandia | 38:0 | Tonga | Navigation Homes Stadium, Pukekohe |
| 24 czerwca 202211:00 |               | 38:0 |       | Navigation Homes Stadium, Pukekohe |

| 24 czerwca 202211:24 | Australia | 29:19 | Fidżi | Navigation Homes Stadium, Pukekohe |
| 24 czerwca 202211:24 |           | 29:19 |       | Navigation Homes Stadium, Pukekohe |

| 24 czerwca 202217:00 | Fidżi | 24:12 | Tonga | Navigation Homes Stadium, Pukekohe |
| 24 czerwca 202217:00 |       | 24:12 |       | Navigation Homes Stadium, Pukekohe |

| 24 czerwca 202217:24 | Australia | 19:35 | Nowa Zelandia | Navigation Homes Stadium, Pukekohe |
| 24 czerwca 202217:24 |           | 19:35 |               | Navigation Homes Stadium, Pukekohe |

| 25 czerwca 202211:00 | Australia | 42:0 | Tonga | Navigation Homes Stadium, Pukekohe |
| 25 czerwca 202211:00 |           | 42:0 |       | Navigation Homes Stadium, Pukekohe |

| 25 czerwca 202211:24 | Fidżi | 5:19 | Nowa Zelandia | Navigation Homes Stadium, Pukekohe |
| 25 czerwca 202211:24 |       | 5:19 |               | Navigation Homes Stadium, Pukekohe |

| 25 czerwca 202217:00 | Nowa Zelandia | 54:12 | Tonga | Navigation Homes Stadium, Pukekohe |
| 25 czerwca 202217:00 |               | 54:12 |       | Navigation Homes Stadium, Pukekohe |

| 25 czerwca 202217:24 | Australia | 26:24 | Fidżi | Navigation Homes Stadium, Pukekohe |
| 25 czerwca 202217:24 |           | 26:24 |       | Navigation Homes Stadium, Pukekohe |

| 26 czerwca 202211:00 | Fidżi | 47:5 | Tonga | Navigation Homes Stadium, Pukekohe |
| 26 czerwca 202211:00 |       | 47:5 |       | Navigation Homes Stadium, Pukekohe |

| 26 czerwca 202211:24 | Australia | 12:17 | Nowa Zelandia | Navigation Homes Stadium, Pukekohe |
| 26 czerwca 202211:24 |           | 12:17 |               | Navigation Homes Stadium, Pukekohe |

| 26 czerwca 202217:00 | Australia | 35:7 | Tonga | Navigation Homes Stadium, Pukekohe |
| 26 czerwca 202217:00 |           | 35:7 |       | Navigation Homes Stadium, Pukekohe |

| 26 czerwca 202217:24 | Fidżi | 12:5 | Nowa Zelandia | Navigation Homes Stadium, Pukekohe |
| 26 czerwca 202217:24 |       | 12:5 |               | Navigation Homes Stadium, Pukekohe |

## Challenge
Zawody zorganizowano w ośmiozespołowej obsadzie w dniach 19–20 listopada 2022 roku na domowym stadionie klubu Norths – Hugh Courtney Oval – a ich stawką były dwa miejsca w World Rugby Sevens Challenger Series 2023. Z uwagi na niesprzyjającą pogodę finał nie został rozegrany, a z uwagi na lepszy bilans punktów zwycięzcą została ogłoszona reprezentacja Tonga.
| Miejsce | Reprezentacja     | Uwagi                                      |
| ------- | ----------------- | ------------------------------------------ |
| 1       | Tonga             | awans do: kwalifikacji do WRSS (2023/2024) |
| 2       | Papua-Nowa Gwinea | awans do: kwalifikacji do WRSS (2023/2024) |
| 3       | Wyspy Salomona    | -                                          |
| 4       | Wyspy Cooka       | -                                          |
| 5       | Australia A       | -                                          |
| 6       | Vanuatu           | -                                          |
| 7       | Niue              | -                                          |
| 8       | Kiribati          | -                                          |